# 10:15 Saturday Night
Pour les articles homonymes, voir Saturday Night.
10:15 Saturday Night est une chanson  du groupe The Cure qui apparaît pour la première fois sur la face B du  premier 45 tours : Killing an Arab.
Le single sort tout d'abord sur le label Small Wonder en décembre 1978 avant d'être réédité février 1979 chez Fiction Records. 
La chanson est aussi la première de l'album Three Imaginary Boys sorti en mai 1979 chez Fiction Records. On retrouve une démo enregistrée « à la maison » sur l'édition deluxe de cet l'album (2005) où l'on s'aperçoit que la chanson a été composée principalement à l'orgue électronique. C'est le refrain qui aurait tapé dans l'oreille de Chris Parry pour son originalité, et favorisé la signature du groupe sur le label. La chanson connut un vrai succès auprès du public qui le réclamait sans cesse en hurlant drip drip drip drip lors des premières sorties du groupe.
Depuis sa création le morceau est très régulièrement joué par le groupe sur scène et notamment lors des rappels.
En 1980, 10:15 Saturday Night a fait l'objet d'une sortie en 45 tours, en France uniquement, avec en face b le titre Accuracy qui figure également sur l'album Three Imaginary Boys.

## Clip
Contrairement à Killing an Arab et aux deux singles suivants, Boys Don't Cry et Jumping Someone Else's Train, la chanson bénéfice d'un clip dès sa sortie. Réalisé par Piers Bedford, il montre simplement le groupe en train de jouer le morceau. 

## Reprise et sample
En 1996, le groupe rock australien The Living End a repris la chanson sur son EP It's for Your Own Good.
En 1998, le groupe Massive Attack a utilisé un sample de ce morceau pour le titre Man Next Door qui figure sur l'album Mezzanine.